# Kurt Albert
Kurt Albert (Nuremberg, 28 de gener de 1954 – Erlangen, 28 de setembre de 2010) fou un escalador i fotògraf alemany. Va començar a practicar l'alpinisme als 14 anys. Abans de dedicar-se a temps complet a l'escalada el 1986, va ser professor de matemàtiques i física.

## Biografia
Als disset anys, va escalar el Walker Spur a les Grandes Jorasses i, un any després, va escalar la cara nord de l'Eiger. El 1973, després d'una visita a una àrea d'escalada de la Suïssa saxona, va reconèixer el potencial de l'escalada lliure (l'escalada lliure es practicava a Saxònia des de principis del segle xix), i va començar a equipar vies a Frankenjura. En els recorreguts que obria, pintava una «X» al lloc on emplaçaria els pitons del recorregut. Un cop acabava, pintava un punt roig a la base de la via. D'aquí prové el terme alemany rotpunkt («punt roig»). En gran part, aquest va ser l'origen de d'escalada lliure que va provocar el desenvolupament de l'escalada esportiva uns anys després.
Albert va resultar greument ferit en un accident el 26 de setembre de 2010. Va caure 18 metres mentre feia fotos a la via ferrada Höhenglücksteig, a prop de Hirschbach, i va morir dos dies després mentre estava hospitalitzat a Erlangen.